# Landtagswahlkreis Ettlingen
Der Wahlkreis Ettlingen (Wahlkreis 31) ist ein Landtagswahlkreis in Baden-Württemberg. Er umfasste bei der Landtagswahl 2021 die Gemeinden Ettlingen, Karlsbad, Malsch, Marxzell, Pfinztal, Rheinstetten und Waldbronn des Landkreises Karlsruhe.

## Wahl 2021
Die Landtagswahl 2021 hatte folgendes Ergebnis:
| Direktkandidat         | Partei       | Stimmen in % | Landtagswahl 2016 Stimmen in % |
| ---------------------- | ------------ | ------------ | ------------------------------ |
| Barbara Saebel         | Grüne        | 33,5         | 29,5                           |
| Christine Neumann      | CDU          | 24,2         | 28,8                           |
| Aisha Fahir            | SPD          | 11,8         | 13,8                           |
| Alena Trauschel        | FDP          | 10,2         | 8,5                            |
| Michael Blos           | AfD          | 9,5          | 14,0                           |
| Steffen Schmid         | Freie Wähler | 3,2          | –                              |
| Jörg Rupp              | Die Linke    | 2,8          | 2,5                            |
| Leon Siebert           | Die PARTEI   | 1,6          | 1,1                            |
| Judith Richwien        | dieBasis     | 1,0          | –                              |
| Cordula Markert        | KlimalisteBW | 1,0          | –                              |
| Karin Wappler-Ruff     | WiR2020      | 0,7          | –                              |
| Georg-Maria Austermann | ÖDP          | 0,5          | –                              |
| –                      | Sonstige     | –            | 1,7                            |

## Wahl 2016
Die Landtagswahl 2016 hatte folgendes Ergebnis:
| Direktkandidat     | Partei     | Stimmen in % | Landtagswahl 2011 Stimmen in % |
| ------------------ | ---------- | ------------ | ------------------------------ |
| Barbara Saebel     | Grüne      | 29,5         | 22,4                           |
| Christine Neumann  | CDU        | 28,8         | 41,0                           |
| Alexander Arpaschi | AfD        | 14,0         | –                              |
| Anneke Graner      | SPD        | 13,8         | 25,1                           |
| Nicole Büttner     | FDP        | 8,5          | 4,8                            |
| Jürgen Creutzmann  | Die Linke  | 2,5          | 2,4                            |
| Erwin Zimmermann   | ALFA       | 1,2          | –                              |
| Max Braun          | Die PARTEI | 1,1          | –                              |
| Dominik Stürmer    | NPD        | 0,3          | 0,7                            |
| Hugo Friebel       | REP        | 0,2          | 0,7                            |
| Manuel Mültin      | Rechte     | 0,1          | –                              |

## Wahl 2011
Die Landtagswahl 2011 hatte folgendes Ergebnis:
| Direktkandidat       | Partei    | Stimmen in % | Landtagswahl 2006 Stimmen in % | Landtagswahl 2001 Stimmen in % |
| -------------------- | --------- | ------------ | ------------------------------ | ------------------------------ |
| Werner Raab          | CDU       | 41,0         | 46,7                           | 48,4                           |
| Frank Mentrup        | SPD       | 25,1         | 27,4                           | 34,1                           |
| Uwe Künzel           | FDP       | 4,8          | 11,0                           | 6,2                            |
| Christoph Vollbrecht | Grüne     | 22,4         | 9,5                            | 6,7                            |
| Michael Fischer      | Die Linke | 2,4          | WASG: 3,6                      | –                              |
| Sven Fuchs           | Piraten   | 2,2          | -                              | –                              |
| Bernhard Paul Lörch  | ödp       | 0,7          | –                              | 0,3                            |
| Eberhard Köhler      | REP       | 0,7          | 1,8                            | 2,8                            |
| Nico Schiemann       | NPD       | 0,7          | –                              | –                              |
| –                    | Sonstige  | –            | –                              | 1,4                            |

## Abgeordnete seit 1976
Den Wahlkreis Ettlingen vertraten seit 1976 folgende Abgeordnete im Landtag:
| Partei | Art des Mandats | Abgeordnete                                                                                               |
| ------ | --------------- | --- |
| CDU    | Erstmandat      | Camill Siegwarth 1976 Jürgen Eisele 1980, 1984, 1988 Erwin Vetter 1992, 1996, 2001 Werner Raab 2006, 2011 |
| CDU    | Zweitmandat     | Christine Neumann 2016, 2021                                                                              |
| Grüne  | Erstmandat      | Barbara Saebel 2016, 2021                                                                                 |
| SPD    | Zweitmandat     | Frank Mentrup 2011, Mandat niedergelegt zum 15. März 2013 Anneke Graner, nachgerückt am 16. März 2013     |
| FDP    | Zweitmandat     | Alena Trauschel 2021                                                                                      |